# 2006年5月中国大陆

## 5月25日
- 中华人民共和国国务院公布第六批全国重点文物保护单位，共1080处，另有106处与现有全国重点文物保护单位合并的项目[1]。